# Histoire des femmes astronautes

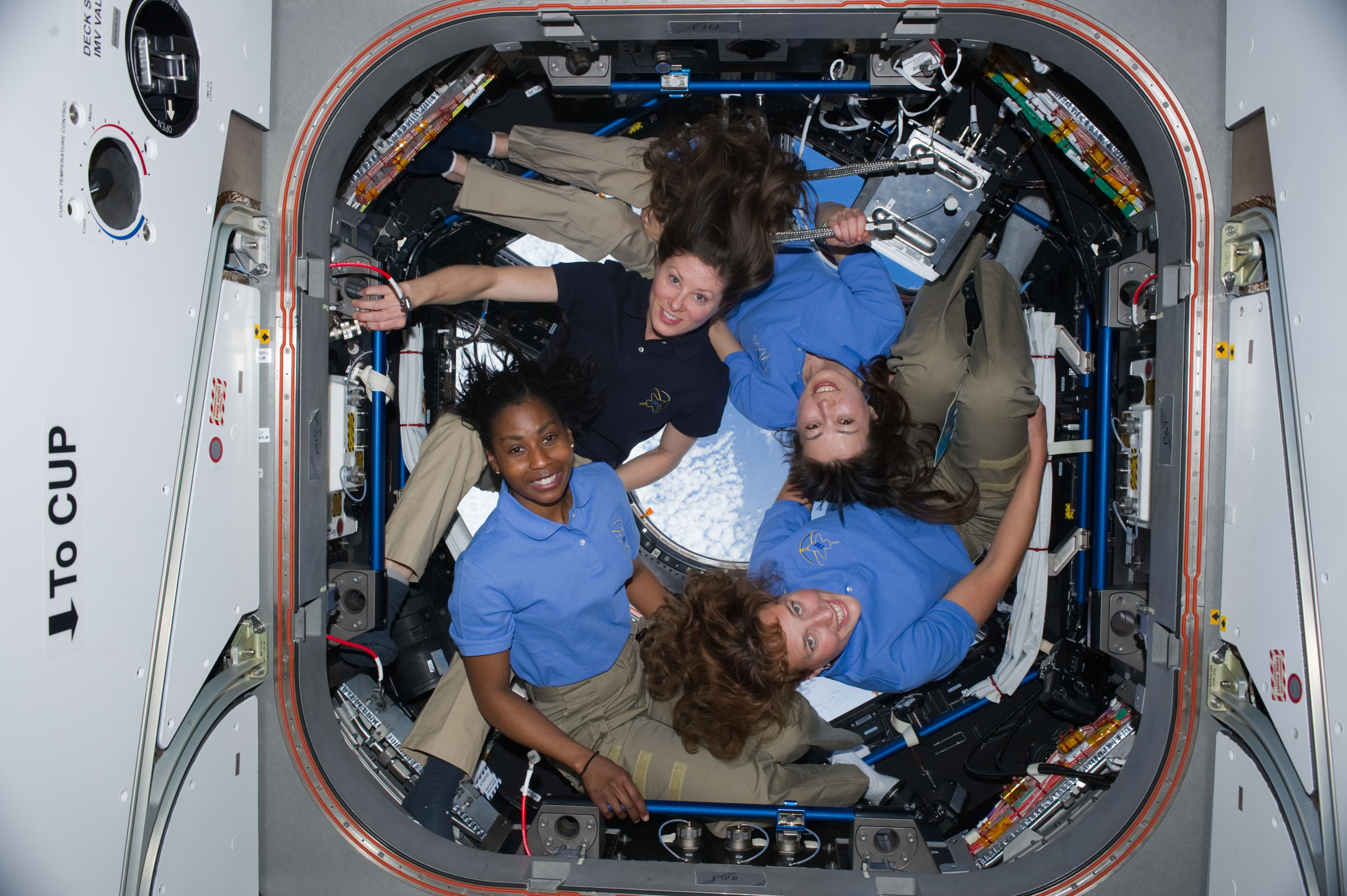
Tracy Caldwell, Naoko Yamazaki, Dorothy Metcalf-Lindenburger et Stephanie Wilson dans la Cupola dans l'International Space Station, en 2010.

Historiquement, les astronautes étaient recrutés pendant leur carrière de pilotes de chasse. Cette discipline militaire a restreint pendant de nombreuses années l'accès des femmes aux programmes spatiaux. Depuis le vol de Valentina Terechkova en 1963, 63 femmes astronautes ont été dans l'espace (contre plus de 500 hommes) et seulement 10 % des astronautes sont des femmes.
Bien que de nombreux pays (la Russie, la Chine, le Canada, la France, l'Inde, l'Italie, le Japon, la Corée du Sud et le Royaume-Uni) participent à la conquête spatiale et aient envoyé des femmes astronautes dans l'espace, la plupart d'entre elles sont américaines. Elles ont principalement effectué des missions en navette spatiale et dans la Station spatiale internationale.

## Les pionnières (années 1960-1990)

### Le programme de la NASA Mercury 13

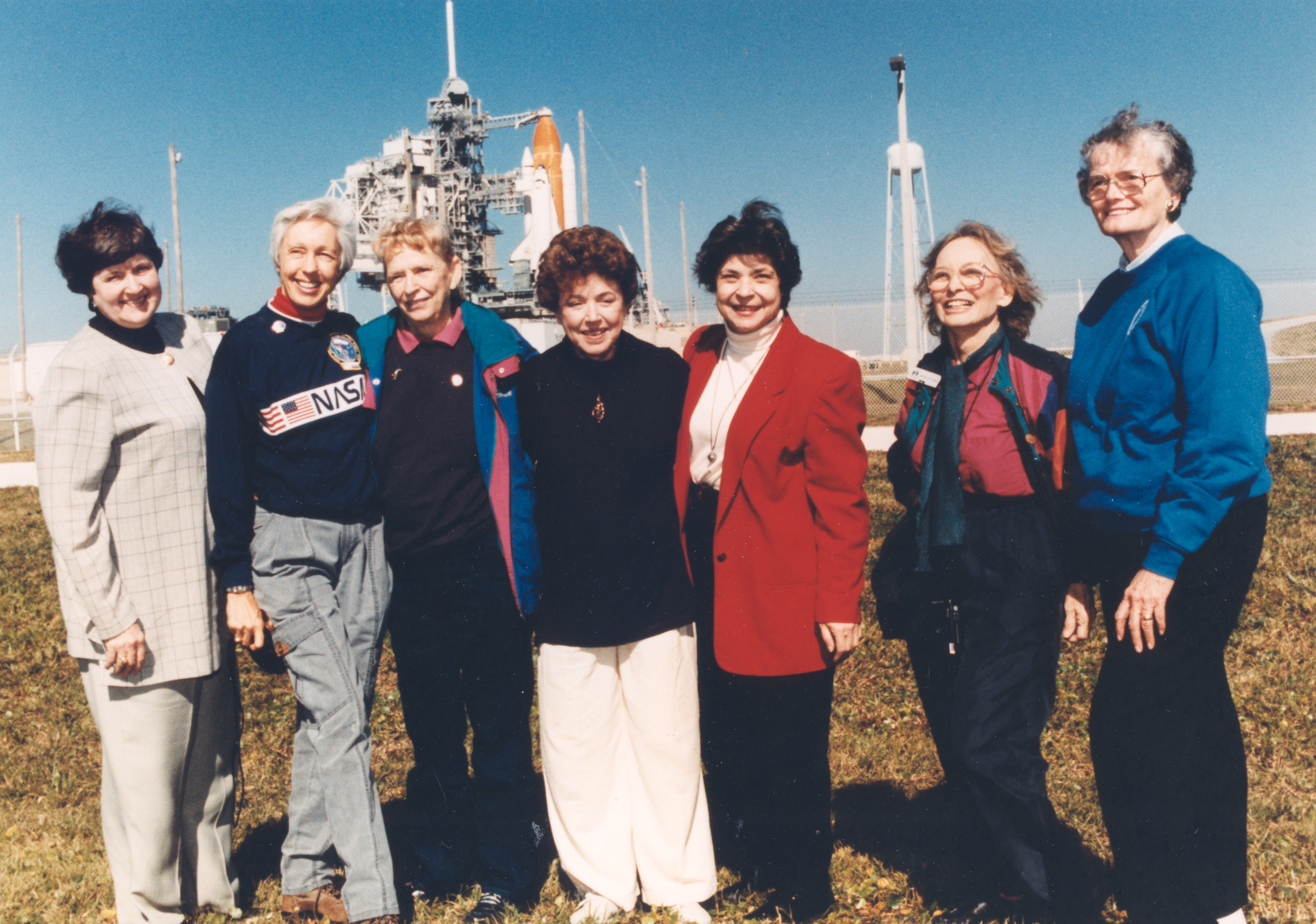
Sept des membres du groupe Mercury 13 en 1995.

En plein Guerre froide, au début des années 1960, la NASA constitue un groupe de 13 femmes connu sous le nom de Mercury 13. L'agence américaine a pour objectif de leur faire passer une batterie de tests physiques et psychologiques identiques à ceux des hommes déjà sélectionnés. Le but est de recruter des femmes pour leur programme spatial. Le groupe a été aussi appelé First Lady Astronaut Trainees (FLAT). Les 13 astronautes sont : Myrtle Cagle, Jerrie Cobb, Janet C. Dietrich, Marion Dietrich (jumelle de la précédente), Mary W. Wally Funk, Sarah Gorelick, Jane Briggs Hart, Jean Hixson, Rhea Woltman, Gene Nora Stumbough, Irene Leverton, Jerri Sloan Truhill, Bernice Steadman. Malgré leur réussite aux examens et la compétition entre les États-Unis et l'Union soviétique, le groupe d'astronautes américaines est dissout et le programme 100% féminin est arrêté.

### Les pionnières soviétiques

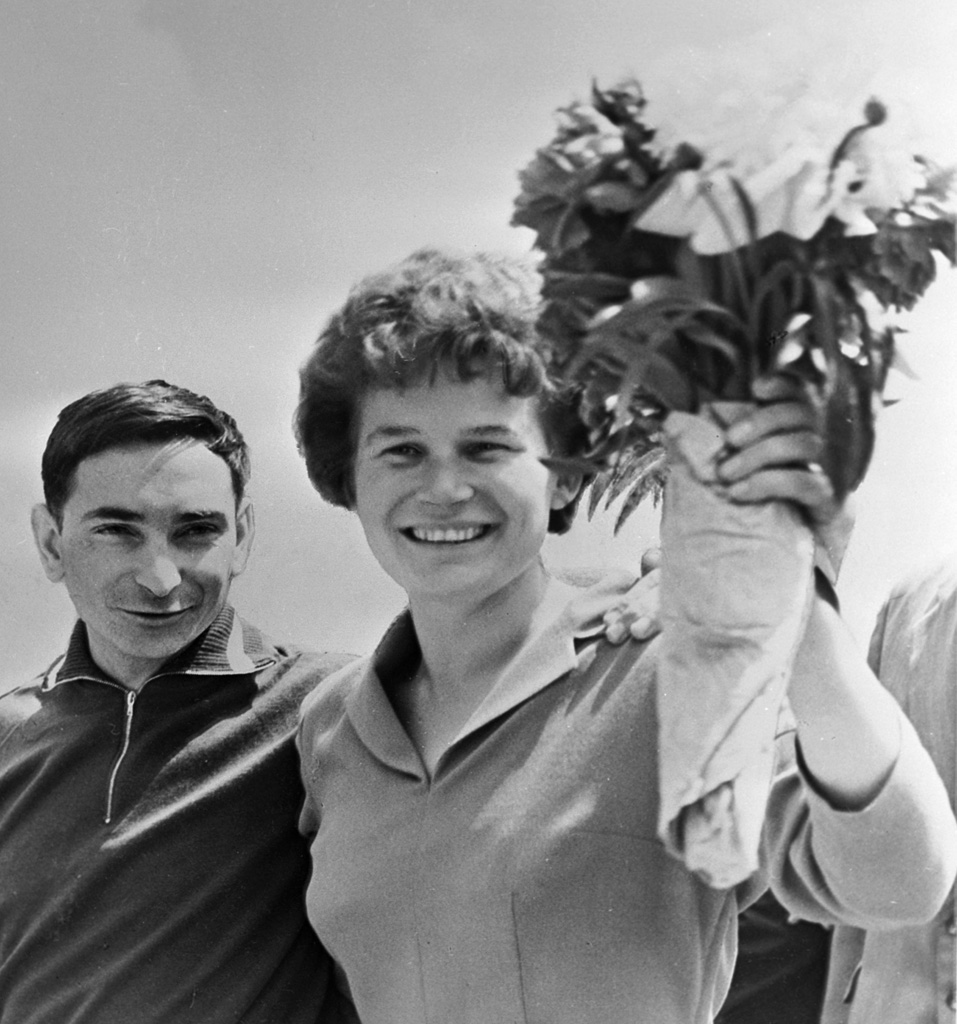
Valentina Terechkova à son retour sur Terre, en juin 1963.

En 1961, l'Union soviétique envoie Youri Gagarine le premier homme dans l'espace. Ayant connaissance du groupe Mercury 13, les dirigeants du programme spatial de l'Union soviétique choisissent de devancer les États-Unis en envoyant une femme dans l'espace. Le directeur du programme, Nikolaï Kamanine, déclare à ce propos : « Nous ne pouvons pas permettre que la première femme dans l'espace soit américaine. Ce serait une insulte aux sentiments patriotiques des femmes soviétiques »
En 1963, Valentina Terechkova est la première femme à effectuer un vol dans l'espace. Elle décolle le 16 juin 1963 du cosmodrome de Baïkonour et elle passe près de trois jours en orbite basse et fait 48 fois le tour de la Terre. Par cette expérience, elle détient plusieurs records dont le fait d'être la plus jeune femme astronaute à être allée dans l'espace et la seule à avoir voyagé seule à bord de son vaisseau spatial Vostok 6.
Près de 20 ans plus tard, c'est une compatriote, Svetlana Savitskaïa, qui devient la deuxième femme à se rendre dans l'espace. D'abord parachutiste, puis voltigeuse, elle est recrutée pour faire partie de la mission Soyouz T-7 ayant pour but de rejoindre la station spatiale Saliout 7. Le 17 juillet 1984, lors de son second voyage dans l'espace, elle est la première femme à effectuer une sortie extravéhiculaire.

### Les pionnières américaines
Dans les années 1970, les États-Unis adoptent des lois interdisant la discrimination professionnelle fondée sur le sexe. À partir de 1978, la NASA est donc obligée d'inviter des jeunes américaines à postuler. L'agence spatiale engage l'actrice de la série Star Trek, Nichelle Nichols, pour recruter des femmes et des personnes issues des minorités. Parmi les 8 900 candidatures reçues, 35 astronautes sont sélectionnés pour constituer le groupe 8, dont les six premières femmes : Sally Ride, Anna Fisher, Shannon Lucid, Judith A. Resnik, Kathryn D. Sullivan et M. Rhea Seddon.
En 1983, l'astrophysicienne Sally Ride est sélectionnée comme spécialiste de mission du vol STS-7. Elle devient la première américaine et la troisième femme à aller dans l'espace. Elle est suivie, en 1984, par Judith A. Resnik qui effectue son premier vol spatial lors du voyage inaugural de Discovery. En octobre 1984, c'est au tour de Kathryn D. Sullivan de rejoindre l'espace. Elle se fait connaître comme étant la première américaine à réaliser une sortie extravéhiculaire, lors de la mission STS-41-G, le 11 octobre 1984, la même année que Svetlana Savitskaïa. Anna Fisher et M. Rhea Seddon sont les prochaines du groupe à partir pour l'espace. Anna Fischer fait partie de la mission STS-51-A à bord de Discovery en novembre 1984. Elle est considérée comme la première mère à s'être rendue dans l'espace. M. Rhea Seddon, quant à elle, est spécialiste au sein de la mission STS-51-D, en avril 1985.
Mae Jemison rejoint le groupe d'astronautes 12 de la NASA en 1987. En participant à la mission STS-47, elle devient la première afro-américaine à voyager dans l'espace. Elle tourne autour de la Terre pendant huit jours, du 12 au 20 septembre 1992.

Quelques pionnières américaines
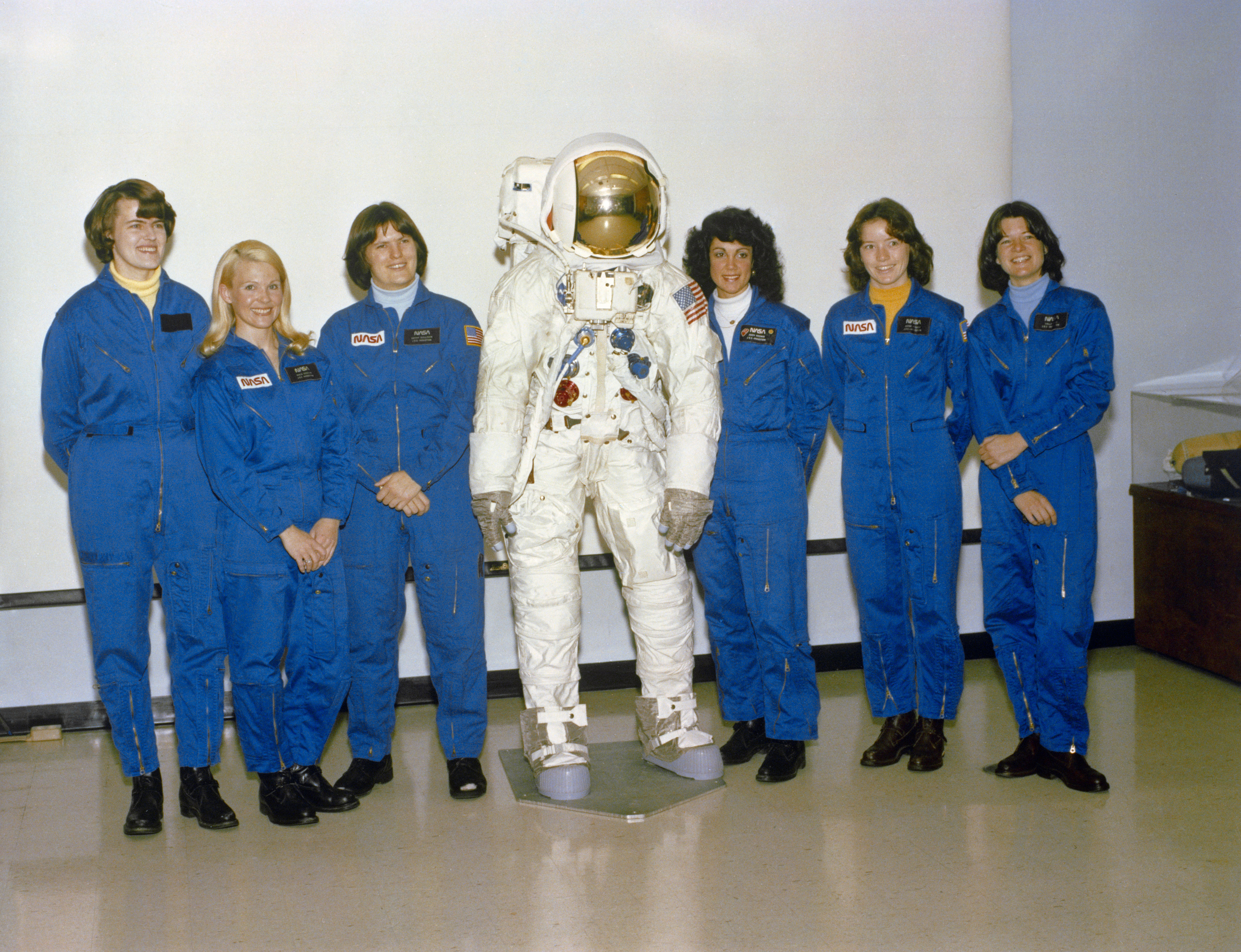
Les six premières astronautes de la NASA en 1979.
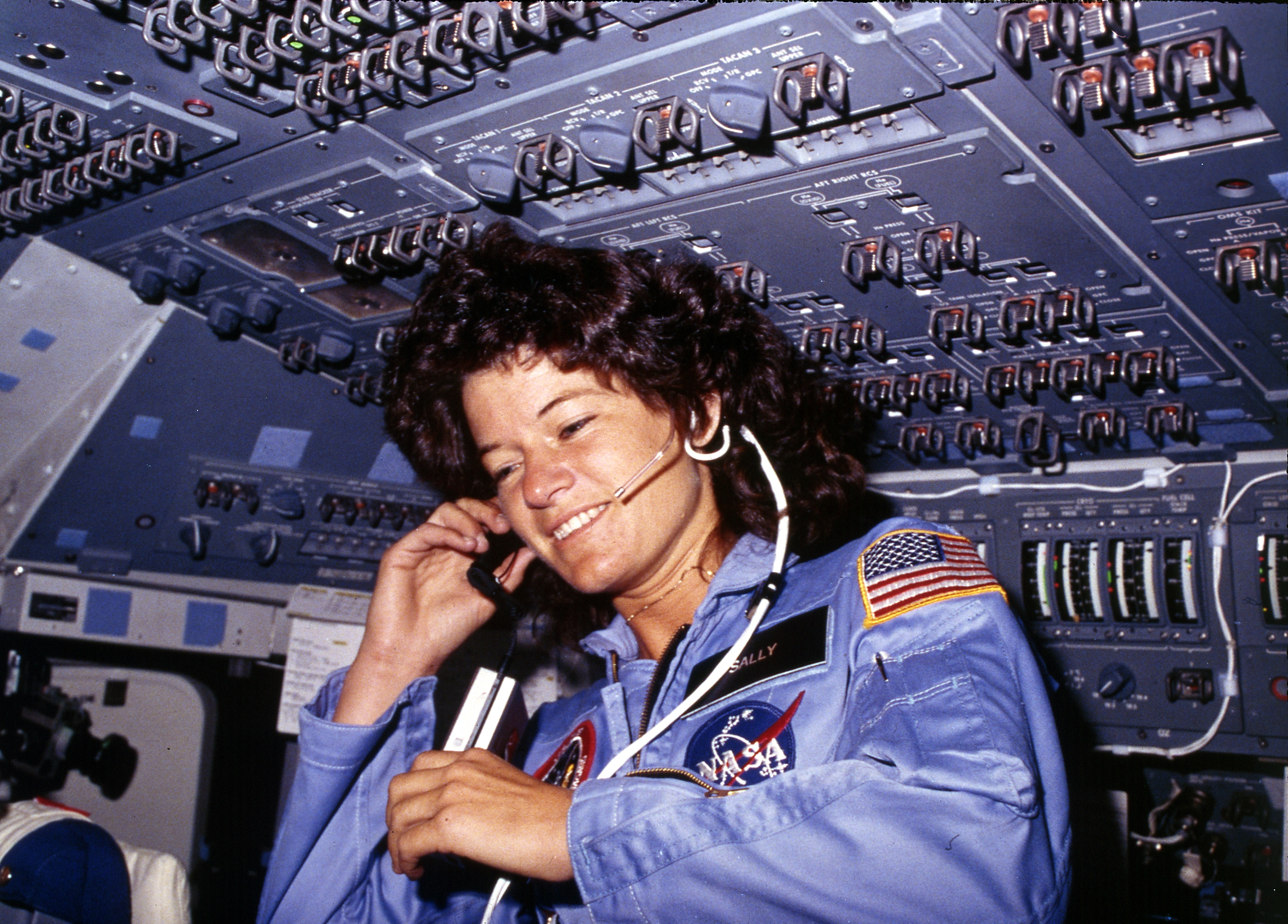
Sally Ride en communication avec la Terre, lors de son premier vol dans l'espace en 1983.
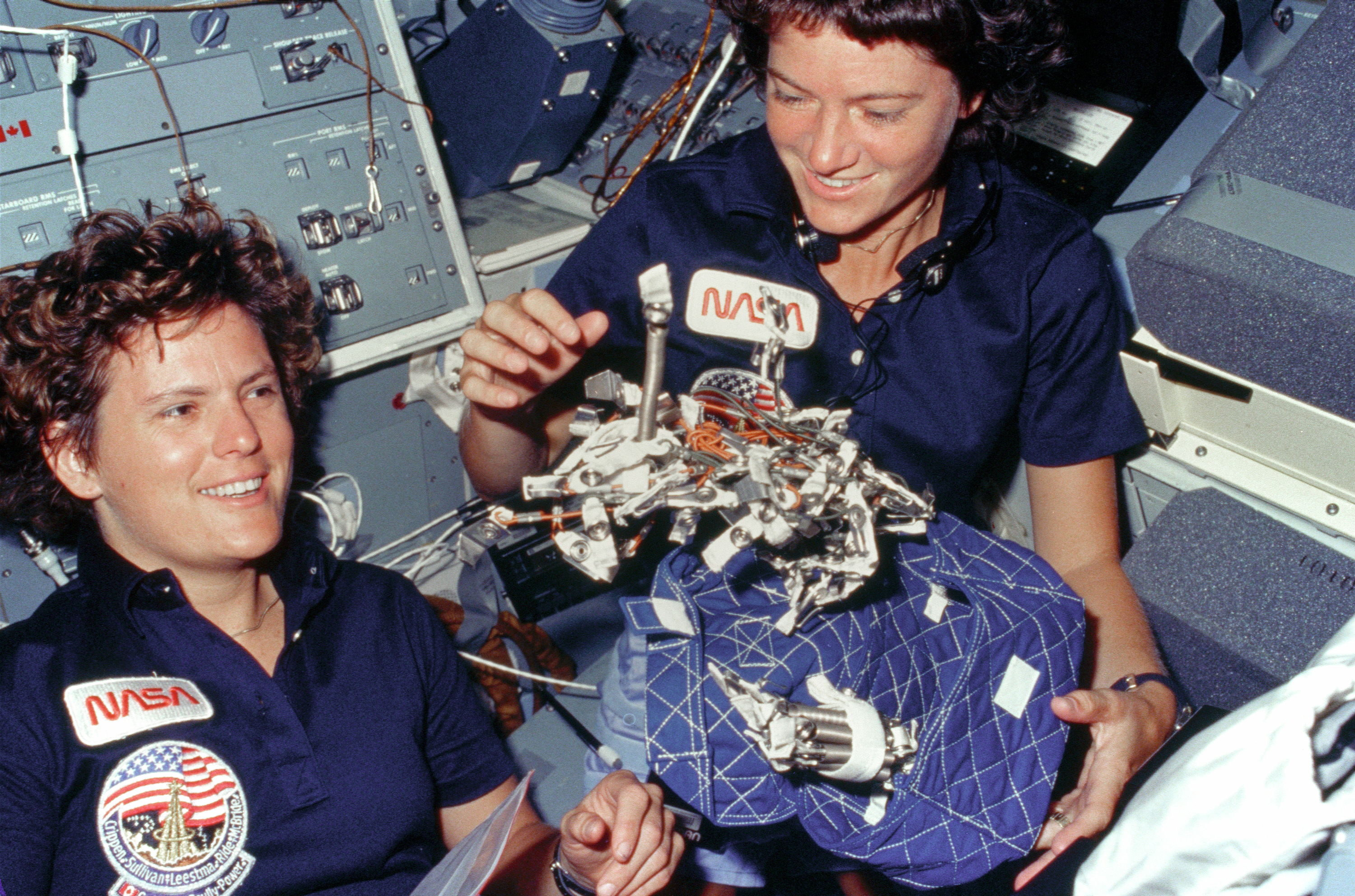
Les astronautes Kathryn D. Sullivan (à gauche) et Sally Ride (à droite) dans l'espace, en 1984.
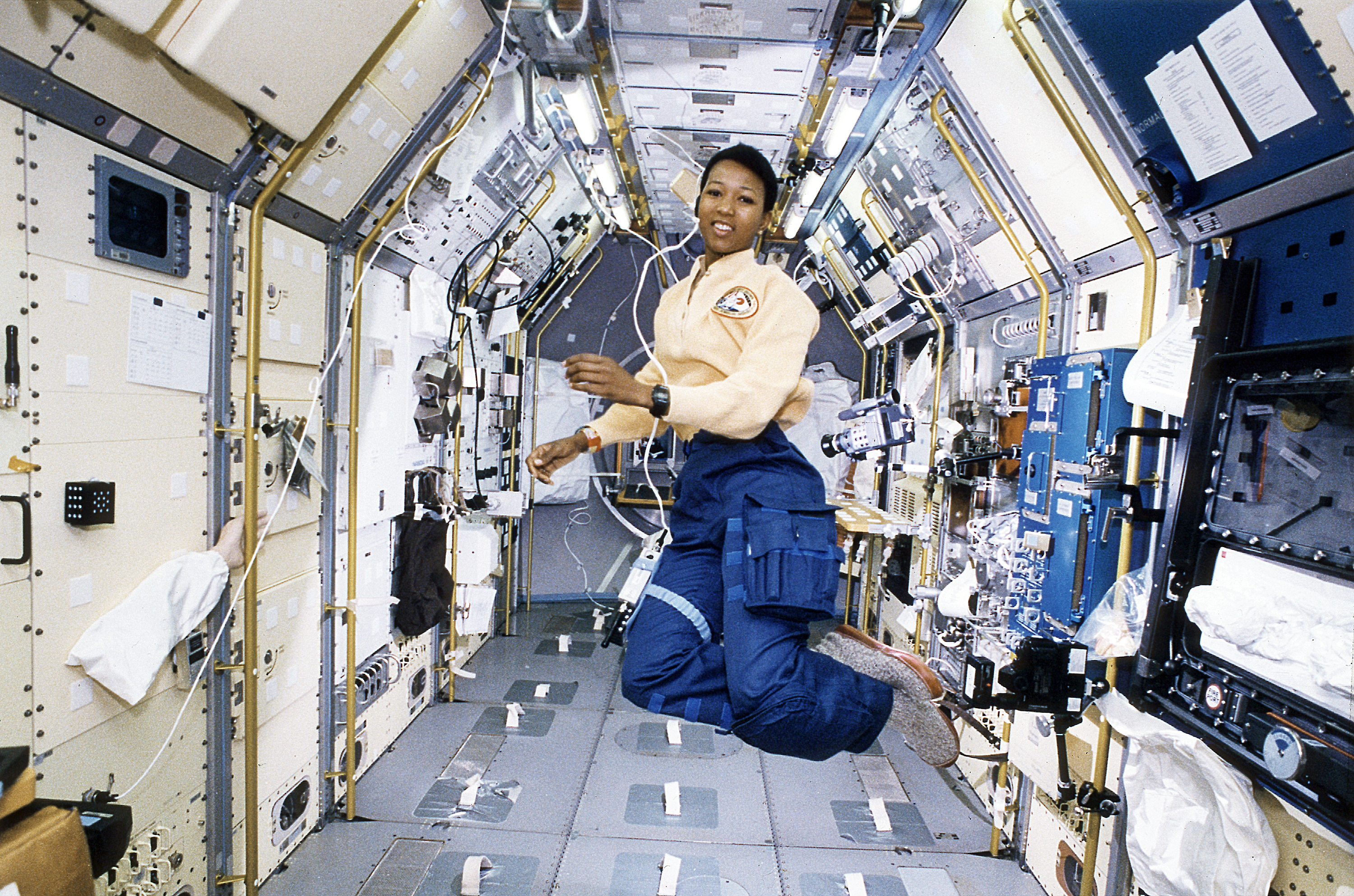
Mae Jemison dans l'espace en 1992.

### Autres pionnières

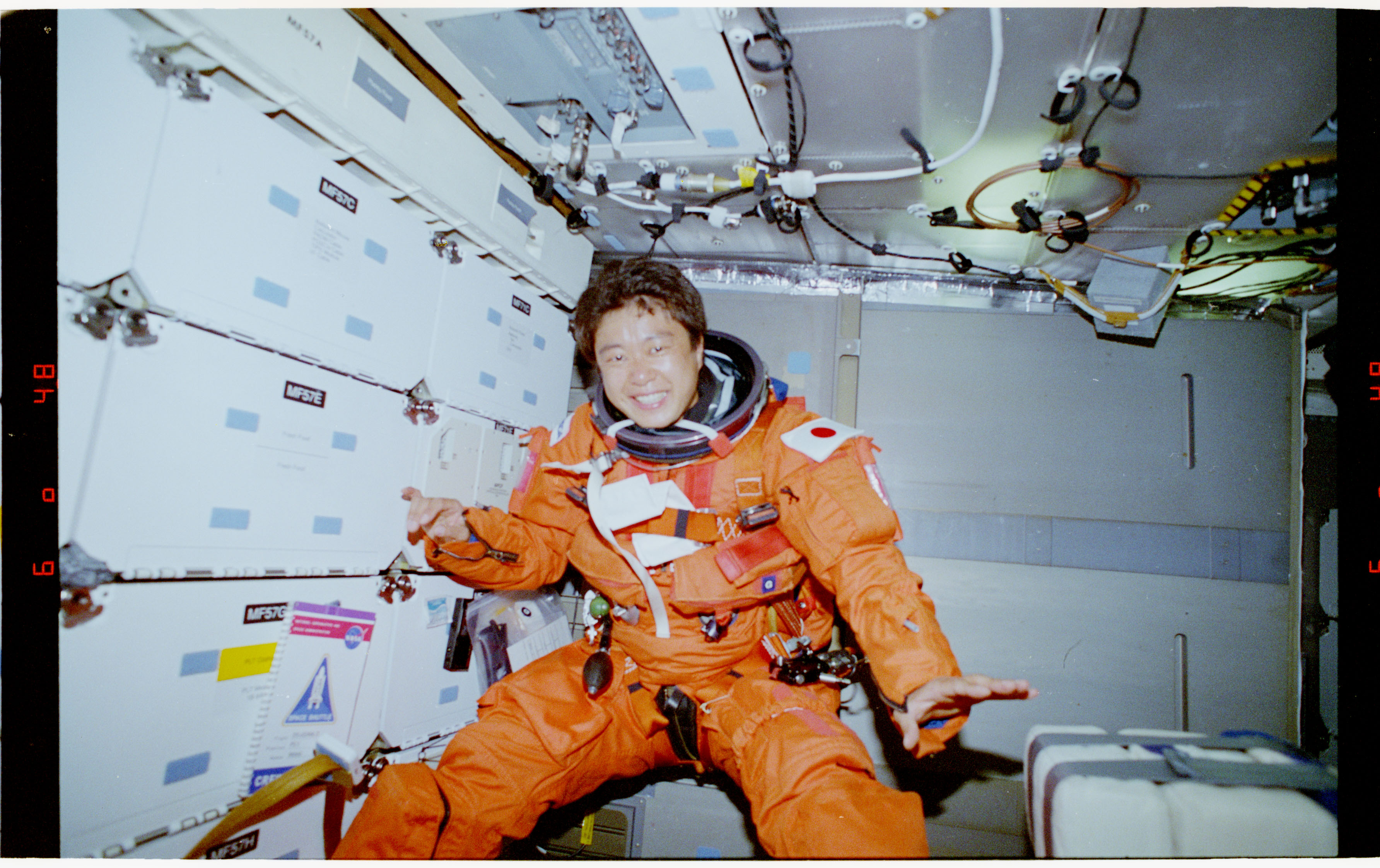
Chiaki Mukai en apesanteur dans la navette Columbia lors de son premier vol dans l'espace.

Roberta Bondar fait partie de la première sélection d'astronautes de l'Agence spatiale canadienne recrutée en 1983. Aux côtés de cinq hommes, elle est la seule femme du groupe et la première canadienne à effectuer un vol dans spatial. Elle vole sur la navette Discovery de la NASA lors de mission STS-42 en 1992. Durant ce séjour du 22 au 30 janvier, elle réalise plusieurs expériences dans le laboratoire spatial Spacelab.
En contact avec la NASA dès 1987, la japonaise Chiaki Mukai intègre en 1992 la réserve du Spacelab. C'est son compatriote Mamoru Mōri qui est retenu pour faire partie de l'équipage. En 1994, après deux années d'entraînement, elle est admise à participer au vol de la navette Columbia STS-65. Elle devient la première japonaise à aller dans l'espace.

## L'essor des missions habitées (années 1990-2020)

### Station Mir

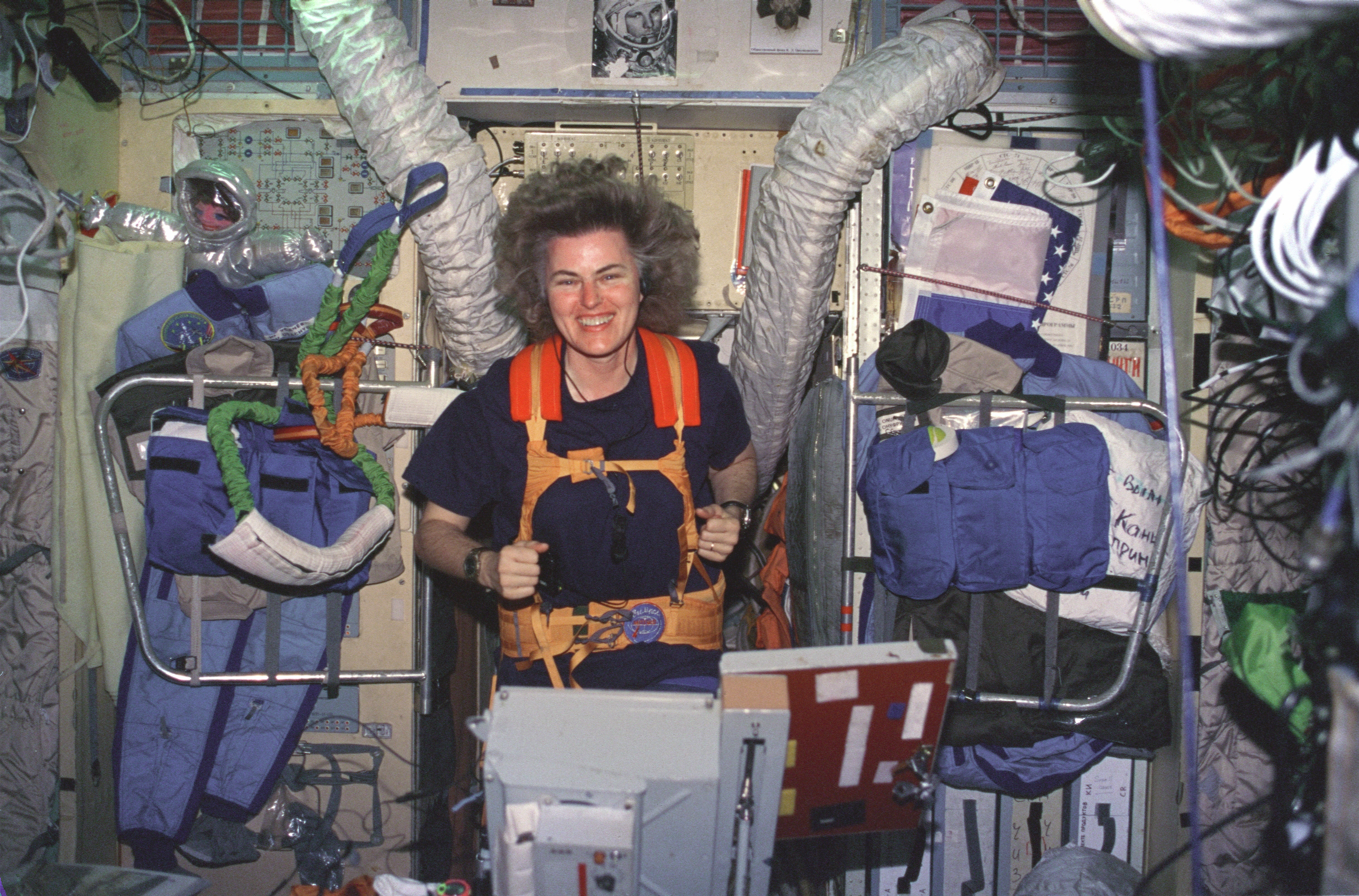
Shannon Lucid dans la station MIR en 1996.

La station Mir, station spatiale russe, est utilisée de 1986 à mars 2001. Helen Sharman prend place à bord du Soyouz TM-12 en 1991. Le vaisseau rejoint la station Mir et l'astronaute devient la première Britannique et la première Européenne à séjourner dans l'espace. Elle y reste 7 jours.
Elena Kondakova est la troisième astronaute russe à se rendre dans l'espace, mais surtout reconnue comme la première femme à effectuer au vol de longue durée dans l'espace. Son voyage commence le 4 octobre 1994, date à laquelle elle prend place au sein du Soyouz TM-20. Elle reste dans la station Mir près de 5 mois en tant que membre de l'expédition Mir EO-17 avant de revenir sur Terre le 22 mars 1995.
Elena Kondakova est suivie par Shannon Lucid, l'une des 6 astronautes femmes du groupe 8 de la NASA. Elle est la première américaine à séjourner dans la station Mir. Ce séjour fait d'elle la première américaine à faire un vol de longue durée de mars à septembre 1996. Pendant cette même période, la station Mir accueille Claudie Haigneré, qui devient la première Française à voyager dans l'espace et séjourner 16 jours dans la station.

### Station spatiale internationale
En 1998, la NASA commence l'assemblage en orbite de la Station spatiale internationale (abrégée en ISS pour International Space Station), conjointement avec l'agence spatiale fédérale russe et les agences spatiales européennes, canadienne et japonaise. La station devrait être utilisée jusqu'à la fin des années 2020.
En 1990, Susan Jane Helms est sélectionnée dans le groupe 13 de la NASA. Elle effectue 4 vols dans l'espace en 1993, 1994 et 1996 et 2000 avant d'être recrutée membre de l'Expédition 2 pour l'ISS. Elle s'envole le 8 mars 2001 à bord de Discovery STS-102 vers la Station spatiale internationale où elle reste plus de 163 jours et effectue une sortie dans l'espace de près de 9 heures. Il faut attendre l'Expédition 5 (environ un an plus tard) pour retrouver une autre femme astronaute : l'américaine Peggy Whitson.
En 2008, Yi So-yeon remplace son compatriote Ko San ayant enfreint les consignes de confidentialité et s'envole pour l'ISS à bord du Soyouz TMA-12. Elle devient ainsi la première et, pour le moment, la seule astronaute de Corée du Sud, à avoir voyagé dans l'espace.
En 2010, une première a lieu dans l'ISS, quatre astronautes femmes font partie de l'équipage, il s'agit de Tracy Caldwell, Naoko Yamazaki, Dorothy Metcalf-Lindenburger et Stephanie Wilson. Cette configuration ne s'est jamais représentée depuis.
Samantha Cristoforetti est la troisième femme astronaute de l'Agence spatiale européenne et la première femme astronaute italienne à se rendre dans l'ISS. Depuis sa participation aux Expédition 42 et Expédition 43 en 2014 et 2015, elle est l'astronaute européenne ayant effectué le séjour le plus long dans l'espace, avec un vol d'une durée de 199 jours. Cela étant dit, le record de l'astronaute restée le plus long dans l'espace est détenu par l'Américaine Peggy Whitson, qui cumule avec trois expéditions dans l'ISS plus de 665 jours dans l'espace. Peggy Whitson est aussi la première astronaute commandante de la Station spatiale internationale, lors de l'Expédition 16 en 2007. En 2012, la seconde femme à devenir commandante à bord de la station est l'américaine Sunita Williams, lors de l'Expédition 33.
L'astronaute Elena Serova est sélectionnée pour faire partie des Expéditions 41 et 42 à destination de la Station spatiale internationale. Elle embarque à bord de la mission Soyouz TMA-14M en septembre 2014. Elle est la quatrième femme russe à voyager dans l'espace et la première russe à séjourner dans l'ISS.
Après avoir été annulée faute de combinaison à la bonne taille des astronautes choisies, la première sortie dans l'espace entièrement féminine est menée par Jessica Meir et Christina Koch, le 18 octobre 2019.
Lors de son deuxième séjour dans l'espace, prévu pour le printemps 2022, Samantha Cristoforetti devrait devenir la première femme européenne commandante de la Station spatiale internationale.

Des femmes astronautes à bord de l'ISS
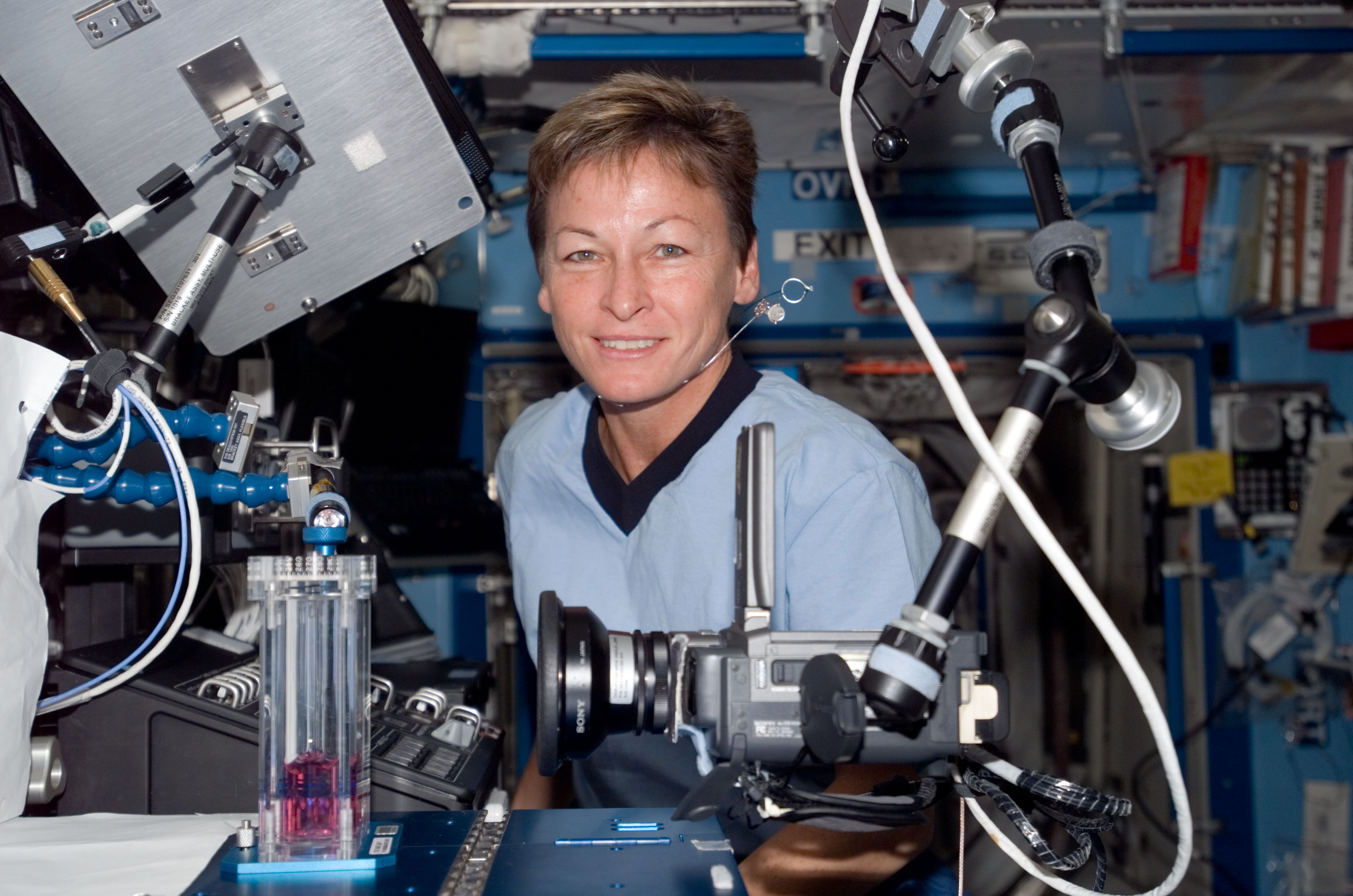
L'Américaine Peggy Whitson dans l'espace en 2007.
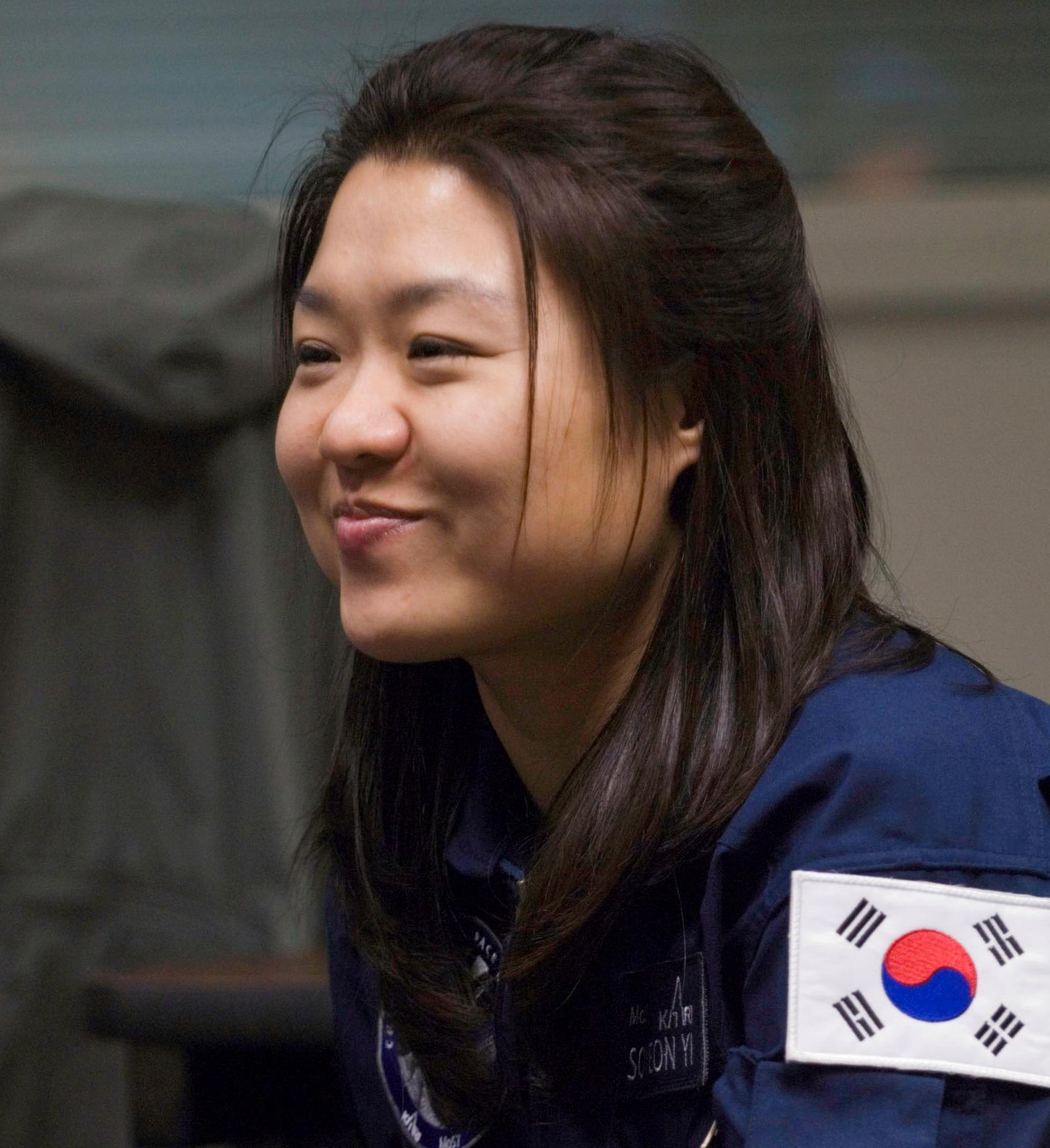
Yi So-yeon, la première sud-coréenne à voyager dans l'espace, en 2008.
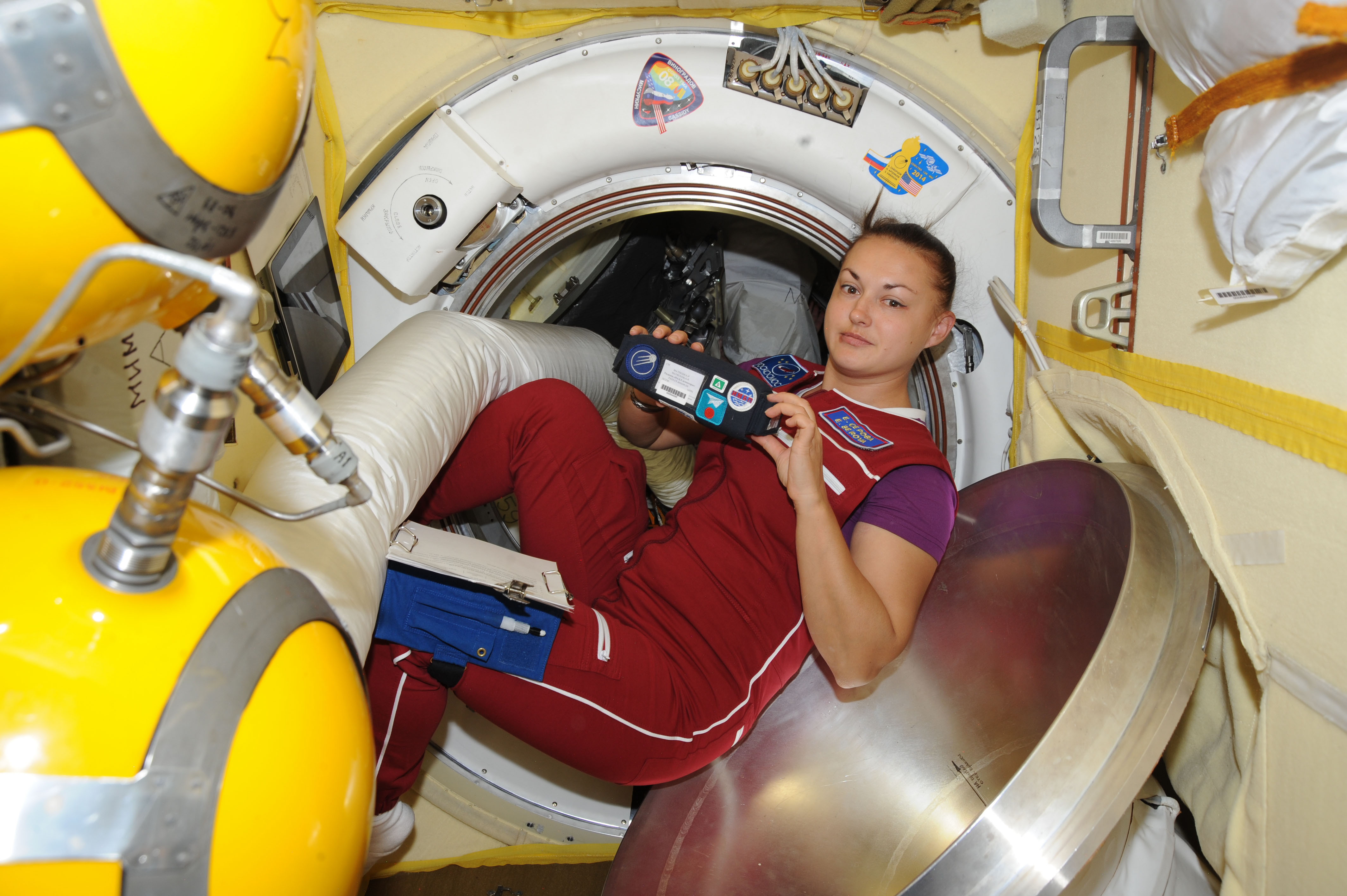
Elena Serova lors de son séjour dans l'ISS en 2014.
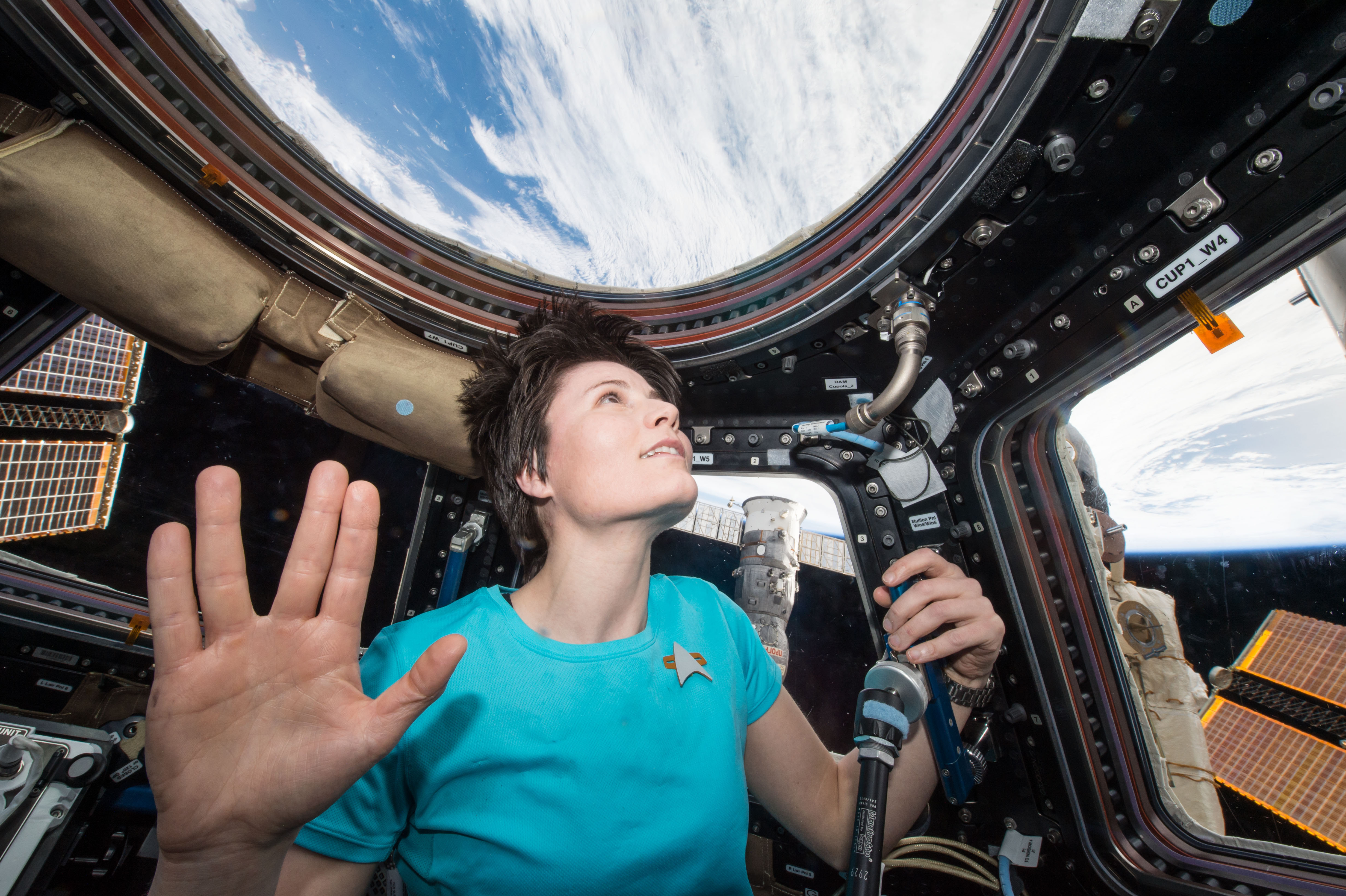
Samantha Cristoforetti dans la Cupola de l'ISS en 2015.
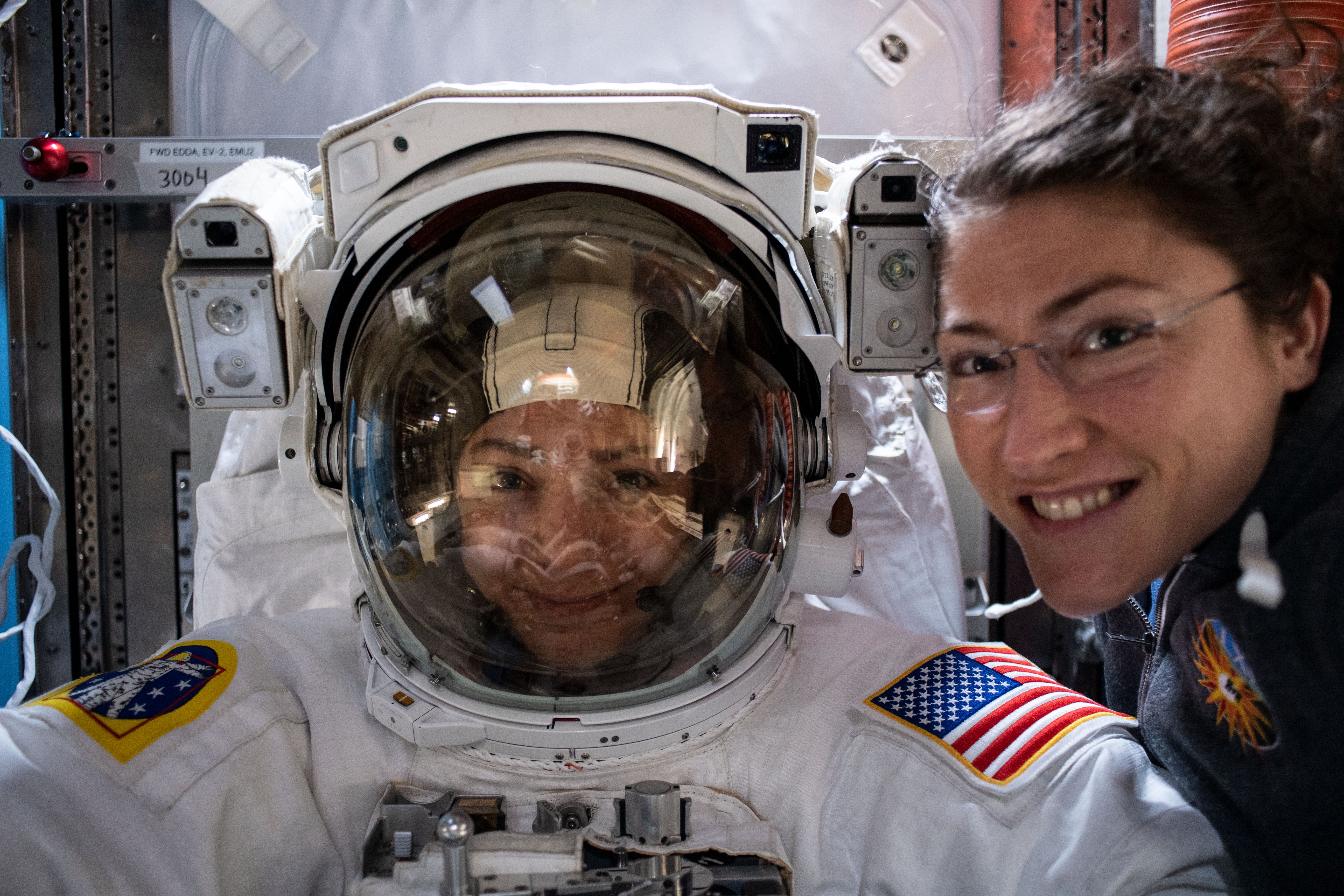
Christina Koch et Jessica Meir se préparant à leur sortie extravéhiculaire, en 2019.

La femme d'affaires iranienne Anousheh Ansari s'intéresse à la conquête spatiale. Elle commence par cofinancer le Ansari X Prize, puis achète une place d'une vingtaine de millions de dollars pour le vol Soyouz TMA-9 du 18 septembre 2006 à destination de la Station spatiale internationale. Elle reste 10 jours dans l'ISS avant de rentrer sur Terre. Elle est considérée comme la première femme touriste spatial.

### Tiangong

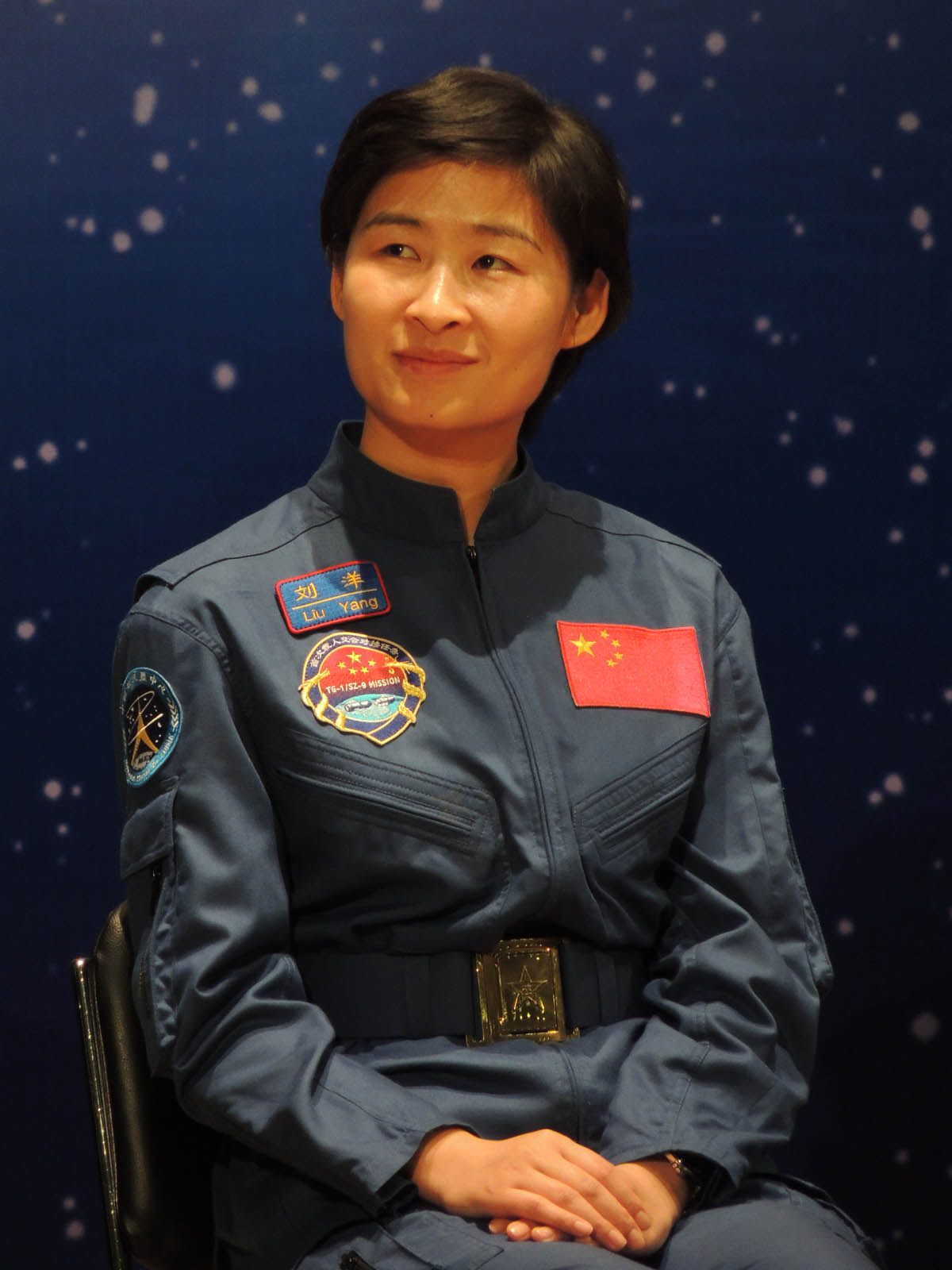
Liu Yang en 2012.

En 2003, la Chine lance le programme Shenzhou et devient le troisième pays, après la Russie et les États-Unis, à envoyer un homme dans l'espace par ses propres moyens.
La pilote de chasse Liu Yang est la première femme astronaute chinoise à se rendre dans l'espace, le 16 juin 2012, date à laquelle fut lancée la mission Shenzhou 9 à destination de Tiangong 1. L'année suivante, sa compatriote, Wang Yaping, suit ses pas et est la seconde chinoise à séjourner dans l'espace dans le cadre de la mission Shenzhou 10.

## Après 2020: vers plus de parité

### Les groupes d'astronautes 21 et 22 de la NASA
En 2013, la NASA recrute son 21e groupe d'astronautes, le premier à respecter la parité : 4 hommes et 4 femmes, Jessica Meir, Christina Koch, Anne McClain et Nicole Mann qui voleront toutes à bord de l'ISS. Quatre ans plus tard, l'agence américaine recrute 12 nouveaux astronautes dont 5 femmes : Kayla Barron, Zena Cardman, Jasmin Moghbeli, Loral O'Hara et Jessica Watkins. Quatre d'entre elles séjourneront à bord de l'ISS entre 2021 et 2023 via des vols Crew Dragon à l'exception de O'Hara qui volera à bord de Soyouz. Le premier vol de Cardman est prévu pour 2024.

### Recrutement de l'Agence spatiale européenne
Au printemps 2021, l'Agence spatiale européenne lance un grand recrutement ayant pour but de « renforcer la diversité des genres dans ses rangs et encourage vivement les femmes à postuler ». Lors du premier recrutement de l'organisation européenne en 2008, les femmes ne représentaient que 19% des candidatures reçues.

### La première astronaute arabe
En avril 2021, Nora Al Matrooshi est sélectionnée, parmi plus de 4000 candidatures, pour intégrer le programme spatial des Émirats arabes unis. Elle devient la première femme astronaute du monde arabe. Cependant, la seconde astronaute arabe sélectionnée, Rayyanah Barnawi, doit voler en 2023 et donc avant elle, pour la mission SpaceX Axiom Space-2.

### Programme Artemis de la NASA
À ce jour, en 2021, les 12 personnes ayant posé un pied sur la Lune sont tous des hommes. Avec le programme Artemis, la NASA prévoit d'envoyer d'ici 2024, une ou plusieurs femmes sur la Lune. Sur les 18 candidats pour le vol, neuf sont des femmes, parmi lesquelles : Nicole Mann, Kayla Barron, Christina Koch, Kathleen Rubins, Stephanie Wilson, Jessica Meir, Jasmin Moghbeli, Anne McClain et Jessica Watkins.
En avril 2023, Christina Koch est sélectionnée pour la mission Artemis II, prévue pour fin 2024.

## Filmographie
- No Gravity réalisé par Silvia Casalino
- Mercury 13 réalisé par David Sington et Heather Walsh

## Voir également
- Listes des femmes astronautes
- Mercury 13